# レクイエム (コルネリウス)
『レクイエム』(ラテン語: Requiem) は、ペーター・コルネリウスが1863年に作曲した無伴奏混声6部合唱のための合唱曲。レクイエムと題されているが、キリスト教の典礼で用いられるレクイエム固有文を歌詞とせず、フリードリヒ・ヘッベルによるドイツ語の詩「レクイエム」を用いている。

## 作曲の経緯
コルネリウスは1852年から1858年まではワイマールで活動していたが、1858年に歌劇『バグダッドの理髪師』の上演で聴衆から激しいブーイングを受けるなど市民から猛反発されるようになっていた。
その後コルネリウスは1859年にウィーンへ移住、1864年まで同地で活動した。この間、ワーグナーや劇作家で詩人のフリードリヒ・ヘッベルと交友関係を結ぶようになった。しかし、ヘッベルは1863年に亡くなってしまう。
その死を悼んで、ヘッベルが1857年に書いた詩「レクイエム」を歌詞にして、無伴奏混声6部合唱の作品として書いたのがコルネリウスの『レクイエム』である。
なお、ヘッベルの同じ詩を用いて1915年にはマックス・レーガーがアルト独唱・合唱と管弦楽のための『レクイエム』作品144b を書いている。ヘッベルの歌詞を用いているが、レーガ―の『レクイエム』は第1次世界大戦で亡くなった兵士を追悼するために書かれた。

## 作曲時期
1863年に作曲された。コルネリウスは晩年に自作の改訂をいくつも行っているが、この『レクイエム』も1872年に改訂されている。

## 曲の構成
Mäßig langsam (非常にゆっくりと)、 変ロ短調、4分の4拍子
短い作品で、無伴奏合唱という簡素な編成の小品にもかかわらず意外に複雑な音楽で、不協和音が散見される他、半音階的動きが多い。そのためしばしば調性的には不安定になるが、書法は基本的にホモフォニックであり、ポリフォニックな動きはほとんどと言って良いほどない。冒頭のSeele, vergiß sie nicht Toten（魂よ、死を忘れるな）が繰り返されるたびにコルネリウスは同様の音楽を付け、A-B-A-C-Aの構造を作っている。
前半は速度が遅く、弱音の箇所が多い。また、ゆっくりとしたクレッシェンド、デクレッシェンドを繰り返す。
Und wenn du dich ihnen verschließest (お前が死者を拒むなら) からは音楽は少し活発になり、カノンのような動きが多くなる。
Dann ergreift sie der Sturm der Nacht (そして、夜の嵐が彼等を捉える) からは Bewegter (より活発に) と指示されており、Durch endlose Wüste hin, Wo nicht Leben mehr ist (もはや命のない、終わりなき荒野を通って) でフォルティシモに達して頂点を築いた後フェルマータを挟んで音楽は次第に弱々しくなっていく。再び Mäßig langsam (非常にゆっくりと) となって冒頭の旋律が再現され、変ロ長調のトニカで静かに終わる。

## 歌詞
フリードリヒ・へッベルの詩「レクイエム」(1857年) による。
| 『レクイエム』歌詞                           | 対訳 |
| -------------------------------------------- | ---- |
| Seele, vergiß sie nicht,                     |      |
| Seele, vergiß sie nicht Toten!               |      |
|                                              |      |
| Sieh, sie umschweben dich,                   |      |
| Schauernd, verlassen,                        |      |
| Und in den heiligen Gluten,                  |      |
| Die den Armen die Liebe schürt,              |      |
| Atmen sie auf und erwarmen                   |      |
| Und genießen zum letztenmal                  |      |
| Ihr verglimmendes Leben.                     |      |
|                                              |      |
| Seele, vergiß sie nicht ,                    |      |
| Seele, vergiß sie nicht Toten!               |      |
|                                              |      |
| Und wenn du dich                             |      |
| Ihnen verschließest, so earstarren sie       |      |
| Bis hinein in das Tiefste.                   |      |
| Seele! Ach, wenn du dich ihnen verschließest |      |
| Dann ergreift sei der Sturm der Nacht,       |      |
| Dem sie, zusammengekrämpft in sich           |      |
| Trotzten im Schoße der Liebe,                |      |
|                                              |      |
| Und er jagt sie mit Ungestüm                 |      |
| Durch die unendliche Wüste hin,              |      |
| Wo nicht Leben mehr ist, nur Kampf           |      |
| Losgelassener Kräfte                         |      |
| Um erneuertes Sein!                          |      |
|                                              |      |
| Seele, vergiß sie nicht,                     |      |
| Seele, vergiß sie nicht Toten!               |      |

## 編成
- 混声6部合唱 (ソプラノ2部、アルト、テノール、バス2部)

なお、コルネリウスは弦楽四重奏による伴奏を付けた版も作曲している。

## 演奏時間
約8分

## 録音
- Peter Cornelius, The Three Kings and other choral music, ハイペリオン CDA67206 、Polyphony（英語版） (合唱)・Stephen Layton（英語版） (指揮)、2000年5月録音
- Peter Cornelius, Stabat Mater; Requiem, Koch-Schwann 3-1086-2 、RIAS Kammerchor（合唱）、Uwe Gronostay（指揮）、1978年9月録音
- Peter Cornelius, Chorwerke, Thorofon Records CTH2033 、Norddeutscher Figuralchor（合唱）・Jörg Straube（指揮）、1988年録音
- Hugo Wolf, The Choruses, Cornelius, Requiem, Globe Records GLO5105 、Netherlands Chamber Choir（英語版）（合唱）、Uwe Gronostay（指揮）、1993年録音
- Peter Cornelius, Seele vergiss sie nicht, Carus 83.163 、KammerChor Saarbrücken（合唱）、Georg Grün（指揮）、2003年録音
- Amor Vita Mors, Studio Acusticum Records 、Erik Westberg Vocal Ensemble（合唱）、Erik Westberg（指揮）、2018年録音